# Studio 30 Rock
Studio 30 Rock (v anglickém originále 30 Rock) je americký televizní seriál televize NBC vysílaný od 11. října 2006 do 31. ledna 2013. Celkově má na kontě 7 sérií. Autorkou námětu je Tina Fey, která ztvárnila i jednu z hlavních rolí. Hudbu složil Jeff Richmond, který je zároveň jedním z producentů a manželem Tiny Fey.
Děj seriálu pojednává o zákulisí fiktivního televizního pořadu s názvem The Girlie Show, vysílaného na stanici NBC. Název 30 Rock odkazuje na adresu budovy GE Building na Rockefeller Plaza 30, kde se nachází sídlo společnosti NBC Studios. V seriálu se dále odkazuje na jiné společnosti související právě s NBC, např. Kabletown (Comcast). V Česku seriál vysílá stanice Prima Cool.

## Obsazení
| Tina Fey          | Liz Lemonová, scenáristka |
| Alec Baldwin      | Jack Donaghy, šéf         |
| Tracy Morgan      | Tracy Jordan, komik       |
| Jane Krakowski    | Jenna Maroneyová          |
| Jack McBrayer     | Kenneth Parcell           |
| Scott Adsit       | Pete Hornberger           |
| Judah Friedlander | Frank Rossitano           |
| Katrina Bowden    |                           |
| Keith Powell      |                           |
| Lonny Ross        |                           |
| John Lutz         |                           |
| Kevin Brown       |                           |
| Grizz Chapman     |                           |
| Maulik Pancholy   |                           |

## Produkce
30 Rock byl natáčen metodou jedné kamery na 35mm, a to převážně ve studiích Silver Cup v Queensu. Zajímavostí je, že dvě epizody byly natočeny s pomocí více kamer. Jde o epizody, které byly natáčeny naživo před publikem ve studiích 6-H a 8-H. V těchto studiích se mimo jiné natáčí show Saturday Night Live, která sloužila jako hlavní předloha pro tvorbu seriálu Studio 30 Rock. Exteriéry jsou zejména z okolí GE Building.

## Ocenění a sledovanost
30 Rock má na kontě několik ocenění. Především Ceny Emmy za nejlepší komediální seriál v letech 2007, 2008 a 2009. 14. července 2009 získal 22 nominací na Ceny Emmy, což představuje nejvíce nominací pro komediální seriál v historii.
I přesto se první série seriálu v USA potýkala s poměrně nízkou sledovaností 5,8 milionu diváků, čímž se v ratingu zařadil na 102. místo ze 142. Sledovanost pořadu však posléze rostla a v roce 2012 byl jmenován 7. nejlepším sitcomem.